# اخراج گسترده کارکنان فدرال ایالات متحده در سال ۲۰۲۵
ده‌ها هزار کارمند فدرال خدمات مدنی ایالات متحده از آغاز دوره دوم ریاست‌جمهوری دونالد ترامپ اخراج یا تعدیل شده‌اند. دولت ترامپ این اقدام را بخشی از تلاش برای کاهش هزینه‌های فدرال، کوچک‌سازی حقوق‌بگیران فدرال، کاهش توانایی دولت در تنظیم مقررات صنایع و کاهش نقش دولت در جامعه آمریکا عنوان کرده است. مخالفان این اقدام می‌گویند که این یک تلاش عجولانه و بداندیشانه است که خدمات حیاتی و مفید را کاهش می‌دهد و قانون را نقض می‌کند.
تلاش‌های دولت برای کوچک‌سازی نیروی کار فدرال در مراحل همپوشانی انجام شده است. در ۲۸ ژانویه، ترامپ یک دستور اجرایی صادر کرد که هدف آن剥夺 هزاران کارمند فدرال از حمایت‌های قانونی خدمات مدنی بود. در همان روز، دولت یک پیشنهاد «استعفای معوق» ارائه کرد که حدود ۷۵٬۰۰۰ کارمند فدرال آن را پذیرفتند. از اواخر ژانویه، دولت تلاش کرده است تا آژانس توسعه بین‌المللی ایالات متحده (USAID) و تقریباً تمامی حدود ۱۰٬۰۰۰ کارمند آن را تعطیل کند.
طولانی‌ترین مرحله این اقدامات از اولین روز دوره دوم ریاست‌جمهوری ترامپ آغاز شد: تلاشی برای اخراج ده‌ها هزار «کارمند آزمایشی» — عموماً کارمندانی که در طول یک سال گذشته استخدام، انتقال یا ارتقا یافته‌اند. این اخراج‌های گسترده به عنوان اقداماتی ناعادلانه، یک پاک‌سازی و ایجاد «خطراتی برای آمریکایی‌ها و متحدان در سراسر کشور» توصیف شده است. تا ۲۲ فوریه ۲۰۲۵، حدود ۳۰٬۰۰۰ کارمند اخراج یا تعدیل شده‌اند. چندین دعوای حقوقی ادعا می‌کنند که این اخراج‌ها غیرقانونی هستند. در برخی موارد، دولت اخطارهای تعدیل نیرو را لغو کرده است.
تعداد بسیار بیشتری از کارمندان فدرال قرار است در یک سری از کاهش‌های نیرو در آژانس‌ها اخراج شوند. در ۲۶ فوریه، رهبران آژانس‌ها موظف شدند تا برنامه‌های خود را برای این کاهش‌های نیرو تا ۱۴ مارس ارائه دهند. مخالفان با اعتراضاتی از جمله جنبش "Tesla Takedown" به این اقدامات پاسخ داده‌اند.